# Erich Maria Remarque
Erich Maria Remarque   (Osnabrück, 22 de juny de 1898 - Locarno, 25 de setembre de 1970), nascut Erich Paul Remark, va ser un escriptor alemany, nacionalitzat estatunidenc el 1947 després de ser privat de la seva nacionalitat alemanya pel règim nazi el juliol de 1938.
El seu llibre Im Westen nichts Neues, una novel·la pacifista sobre la Primera Guerra Mundial, va tenir un gran èxit arreu del món des de la seva publicació l'any 1929 i continua sent una obra de referència sobre la Primera Guerra Mundial. Igual que Die Katrin wird Soldat, d’Adrienne Thomas, aquest llibre va ser cremat durant la Crema de llibres a l'Alemanya nazi. E. M. Remarque es va exiliar a Suïssa, i després als Estats Units, on va obtenir-ne la nacionalització.

## Biografia

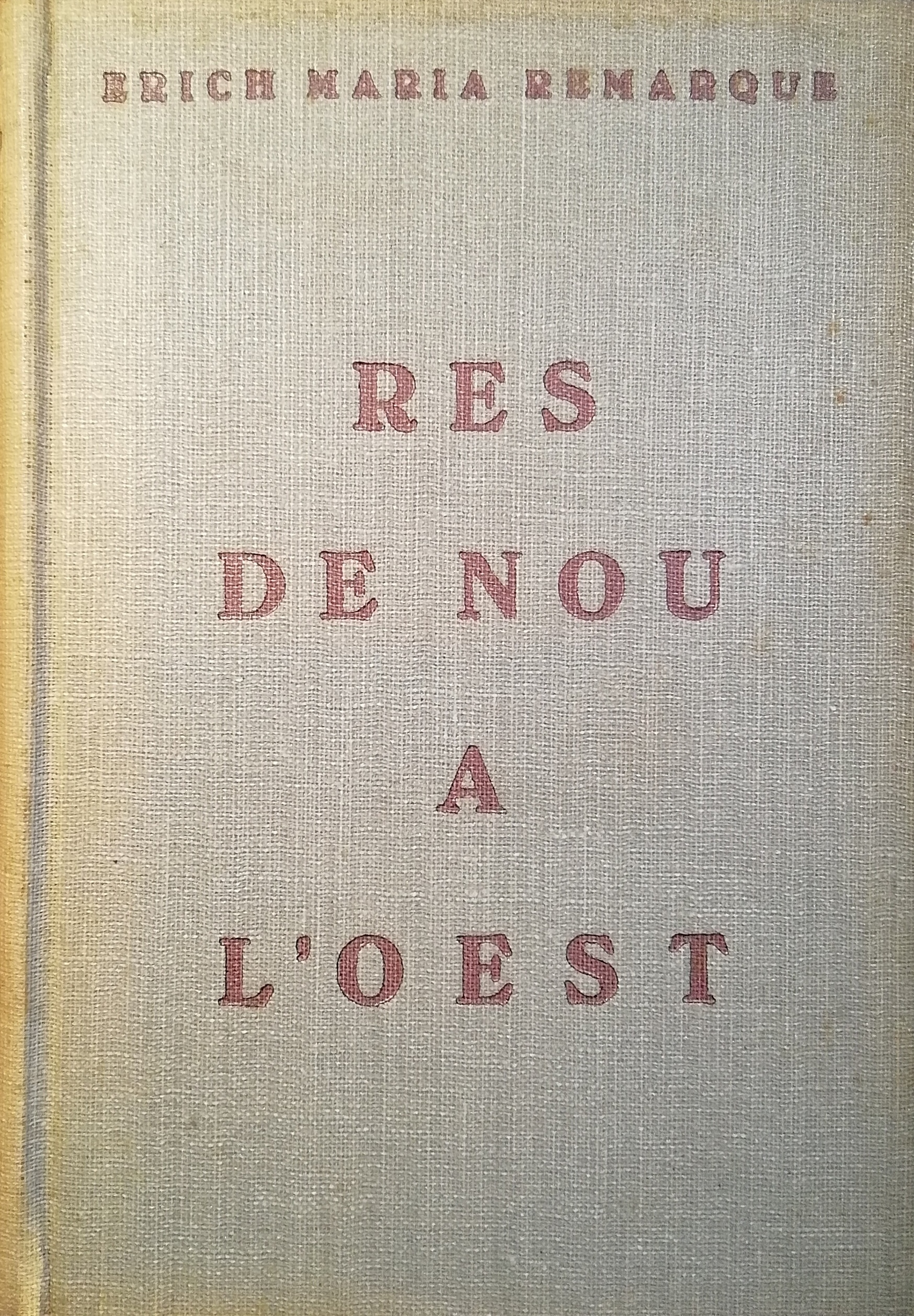
Res de nou a l'oest (Im Westen nichts Neues) d'Erich Maria Remarque, traducció catalana publicada a Badalona l'any 1930

Erich Paul Remark era fill de Peter Franz Remark, enquadernador, i d'Anna Maria, la seva dona, de soltera Stallknecht. Després dels anys 1904-1912 passats a l'escola pública obligatòria, la Volksschule, assisteix al seminari catòlic per a la formació dels mestres. Després d'aprovar els exàmens, va ser reclutat a l'exèrcit el 1916 i enviat al front occidental el juny de 1917, on fou ferit per metralla de granada, al coll i a les extremitats. Encara que en la seva famosa novel·la Res de nou a l'oest l'heroi Paul Bäumer és voluntari, Remark fou mobilitzat a la força. El 9 de setembre d'aquell mateix any, la seva mare mor de càncer.

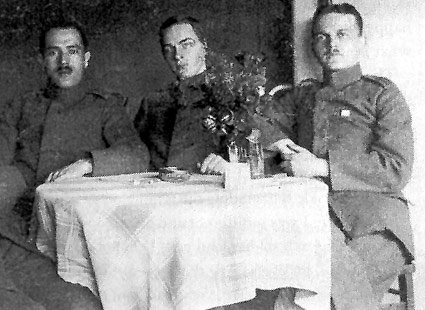
E. M. Remarque (centre) durant la Primera Guerra Mundial

Quan la guerra acaba el 1918, es troba a l'hospital militar de Duisburg. El 5 de gener de 1919, està desmobilitzat i renuncia oficialment a qualsevol medalla o condecoració. El 14 de febrer, el seu pare es casa amb Maria Anna Henrika Bahlmann. E. P. Remark aprova la llicenciatura i, l'11 d'agost de 1919 comença com a professor a Lohne (prop de Lingen), després a Klein Berßen (Emsland) des del maig de 1920, i finalment a Nahne (que des de 1972 forma part d'Osnabrück) l'agost de 1920. Aquesta carrera s'acaba el 20 de novembre del mateix any. La seva primera novel·la, Die Traumbude, fou un fracàs. Després prova en diverses feines a Osnabrück: comptable, venedor de làpides, professor de piano, organista, llibreter.
Es fa dir Erich Maria Remarque des de 1924. Aquest canvi de nom és un homenatge a la seva mare. També va confessar als amics de la universitat que es tractava d'un homenatge a Rainer Maria Rilke.

### Periodisme

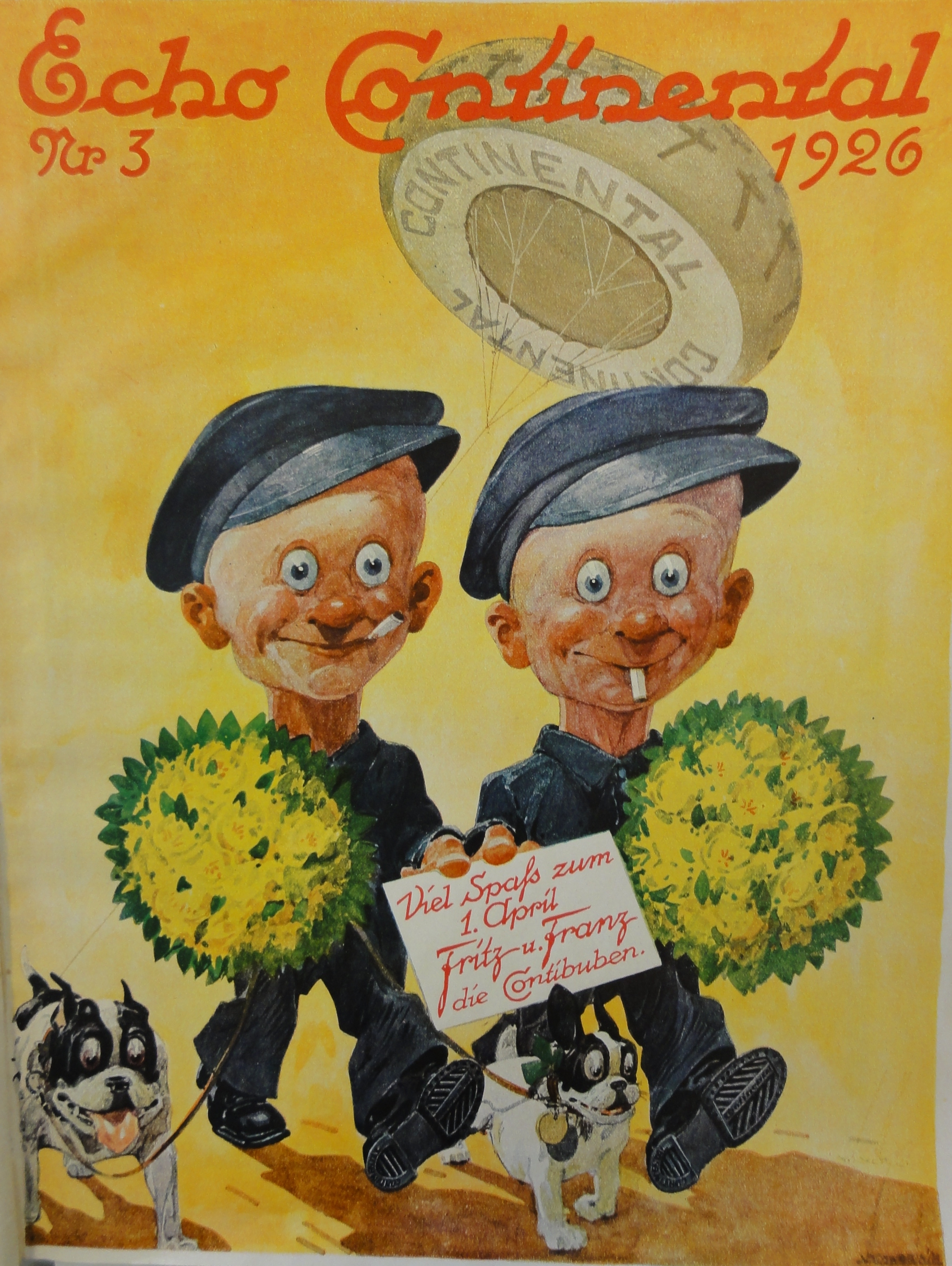
Una portada de l’Echo- Continental de 1926

Va fer de periodista en l’Osnabrücker Tages-Zeitung, en l’Echo- Continental (diari de l'empresa del mateix nom), a Hannover (1922), i en l'Sport im Bild, Berlín (1924). Va utilitzar el seu nom complet, Erich Maria Remarque, ja el 1925. A Hannover, publica en diversos diaris i setmanaris amb aquesta signatura. El 14 d'octubre de 1925, es casa amb la ballarina Ilse Jutta, Jeanne Zambona, nascuda el 15 d'agost de 1901 a Hildesheim (va morir el 25 de juny de 1975). Es vesteix elegantment, porta un monocle i somia integrar-se en la societat burgesa. El 1926, compra el títol de baró de Buchenwald per cinc-cents reichsmarks a un noble arruïnat, Hugo von Buchenwald, que el va adoptar amb l'objectiu de transmetre-li el títol.

### Res de nou a l'oest
L'11 de febrer de 1927, va abandonar l'Església catòlica i se separa de la seva dona Ilse Jutta Zambona. Cap a finals d'any comença a escriure la novel·la Res de nou a l'oest (en alemany Im Westen nichts Neues). El març de 1928, l'editor S. Fischer es nega a publicar la novel·la, però a l'agost Ullstein signa un contracte amb E. M. Remarque, que és llavors responsable del contingut editorial de Sport im Bild, que abandona el 15 de novembre. El 29 de gener de 1929, E. M. Remarque es trasllada a Davos, on va romandre fins a l'abril; va ser llavors quan la premsa nacionalista alemanya afirmà que era jueu i que el seu nom real era Kramer (anagrama de Remark). Aquell mateix any, va començar a escriure Der Weg zurück.

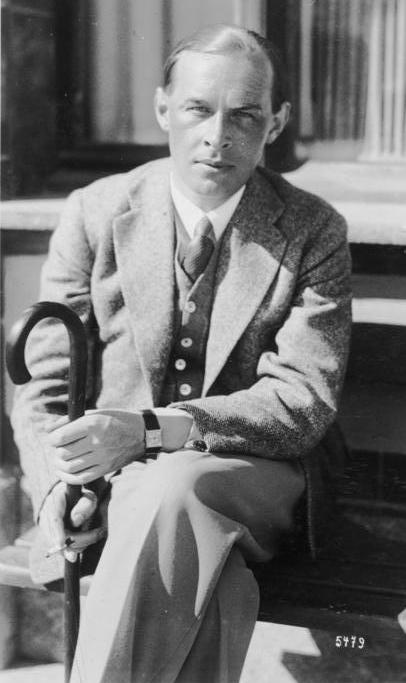
E. M. Remarque a Davos el 1929

L'any 1930 comença el divorci d'Ilse Jutta Zambona; després, a març es publica L'enemic (Der Feind). El 29 d'abril, s'estrena als Estats Units l'adaptació cinematogràfica d’All Quiet on the Western Front, de Lewis Milestone. La pel·lícula s'estrena el 4 de desembre a Alemanya: els disturbis als cinemes són organitzats per Joseph Goebbels i simpatitzants del partit nazi. L'11 de desembre, la pel·lícula va ser prohibida a Alemanya pel Film-Oberprüfstelle, la junta de censura cinematogràfica de l'època. Lewis Milestone fou guardonat amb dos Oscar (el de millor director i millor pel·lícula) el mateix any.
El 1931, el professor Sigismond Cybichowski va suggerir el seu nom i el de Nicholas Butler per al Premi Nobel de la Pau. Aquell any, va demanar la derogació de la prohibició de la pel·lícula À l'Ouest, rien de nouveau i va comprar la vila Casa Monte Tabor a Porto Ronco, a Suïssa, a la vora del llac Maggiore.

### Exili
El 1933, després d'algunes disputes legals orquestrades pels nazis el 1932, E. M. Remarque abandona Alemanya. Ofereix asil a la seva casa de Porto Ronco, a Suïssa, a aquells que fugen de l'Alemanya nazi, com ara Hans Sochaczewer. El maig, es troba a la seva propietat el cadàver del periodista jueu Felix Manuel Mendelssohn. Els nazis són sospitosos d'aquest assassinat. A Berlín, els llibres de Remarque són cremats a la plaça pública, com els d'Adrienne Thomas o Heinrich Heine. Va començar a escriure Tres camarades el 1934; l'any següent, un enviat de Hermann Göring el va visitar a Porto Ronco per convèncer-lo de tornar a Alemanya, cosa a la qual es va negar.
S'estrena The Road Back de James Whale, basada en la seva novel·la Der Weg zurück, el 17 de juny de 1937. Rep un passaport de la República de Panamà per a ell i Ilse Jutta Zambona. El setembre, coneix a Marlene Dietrich a Venècia i fa amistat amb Josef von Sternberg. Després va passar uns mesos a París i marxa a Viena al desembre.

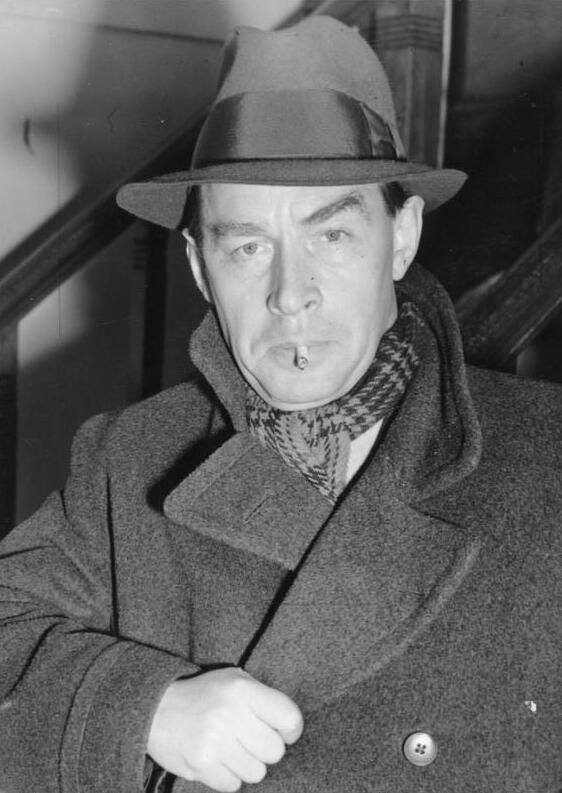
E.M. Remarque a la seva arribada a Nova York, desembarcant del Queen Mary, 23 de març del 1939

El 1938 es casa per segona vegada amb Ilse Jutta Zambona i comença a escriure Liebe Deinen Nächsten. S'estrena Tres camarades, una adaptació de la seva novel·la Drei Kameraden, el 20 de maig. Al juliol el desposseeixen de la seva nacionalitat alemanya, i a Ilse al novembre. A Porto Ronco, comença a escriure Arc de Triomphe, el desembre. El març de 1939, marxa als Estats Units i, durant dos mesos, visita Nova York, Chicago i Los Angeles. E. M. Remarque torna a Europa a juliol i passa l'estiu a Antíbol, amb Marlene Dietrich i el seu entorn.

### Emigrat als Estats Units
Al final d'agost de 1939, marxa als Estats Units, a bord del Queen Mary. Després va anar a Los Angeles, amb Marlene Dietrich. Fa amistat amb Elisabeth Bergner, Paul Czinner, Orson Welles, Ígor Stravinski, Arthur Rubinstein i Bertolt Brecht. El 1940 va conèixer les actrius Paulette Goddard i Greta Garbo, però va tenir un enfrontament amb Marlene Dietrich. A partir d'aleshores, E. M. Remarque va treballar intensament per al cinema. També es reuneix amb funcionaris del govern dels Estats Units per discutir un possible llibre contra el feixisme. L'any 1944, l'Office of Strategic Services (OSS) va intentar convèncer-lo perquè en fes propaganda a Europa, ja que els aliats convergiren a Alemanya.
L'any anterior, una de les seves germanes, Elfriede Scholz, condemnada a mort a Alemanya per danys a la moral de l'exèrcit, va ser decapitada a la presó de Plötzensee el 16 de desembre de 1943.
Després de la guerra, se succeeixen les pel·lícules basades en obres de Remarque. Va tornar a Europa l'any 1948, i visità París, Porto Ronco i Roma abans de tornar als Estats Units. El 20 de maig de 1957, es divorcia d'Ilse Jutta Zambona per segona vegada; després es casà, el 25 de febrer de 1958, amb l'actriu Paulette Goddard a Branford (Connecticut).
El 1958, E. M. Remarque va aparèixer en una de les pel·lícules inspirades en una de les seves novel·les (A Time to Love and a Time to Die): interpreta el paper del professor Pohlmann que, cap al final de la Segona Guerra Mundial, ofereix a l'heroi fugir d'Alemanya en lloc de tornar al front oriental on segurament l'espera la mort; és l'única aparició de l'escriptor en el cinema.

### Retorn a Europa
Des del començament de la dècada de 1960, va tornar a Europa i només retorna als Estats Units de tant en tant. Viatja molt, escriu i és entrevistat amb freqüència per periodistes. Mor el 25 de setembre de 1970 a Locarno, i descansa al cementiri de Ronco sopra Ascona (Porto Ronco). L'any següent, la seva vídua Paulette Goddard publica la seva última novel·la, Shadows in Paradise; ella li sobreviu vint anys i mor a la seva vil·la.

Erich Maria Remarque i Paulette Goddard a la seva vil·la de Porto Ronco l'octubre de 1961
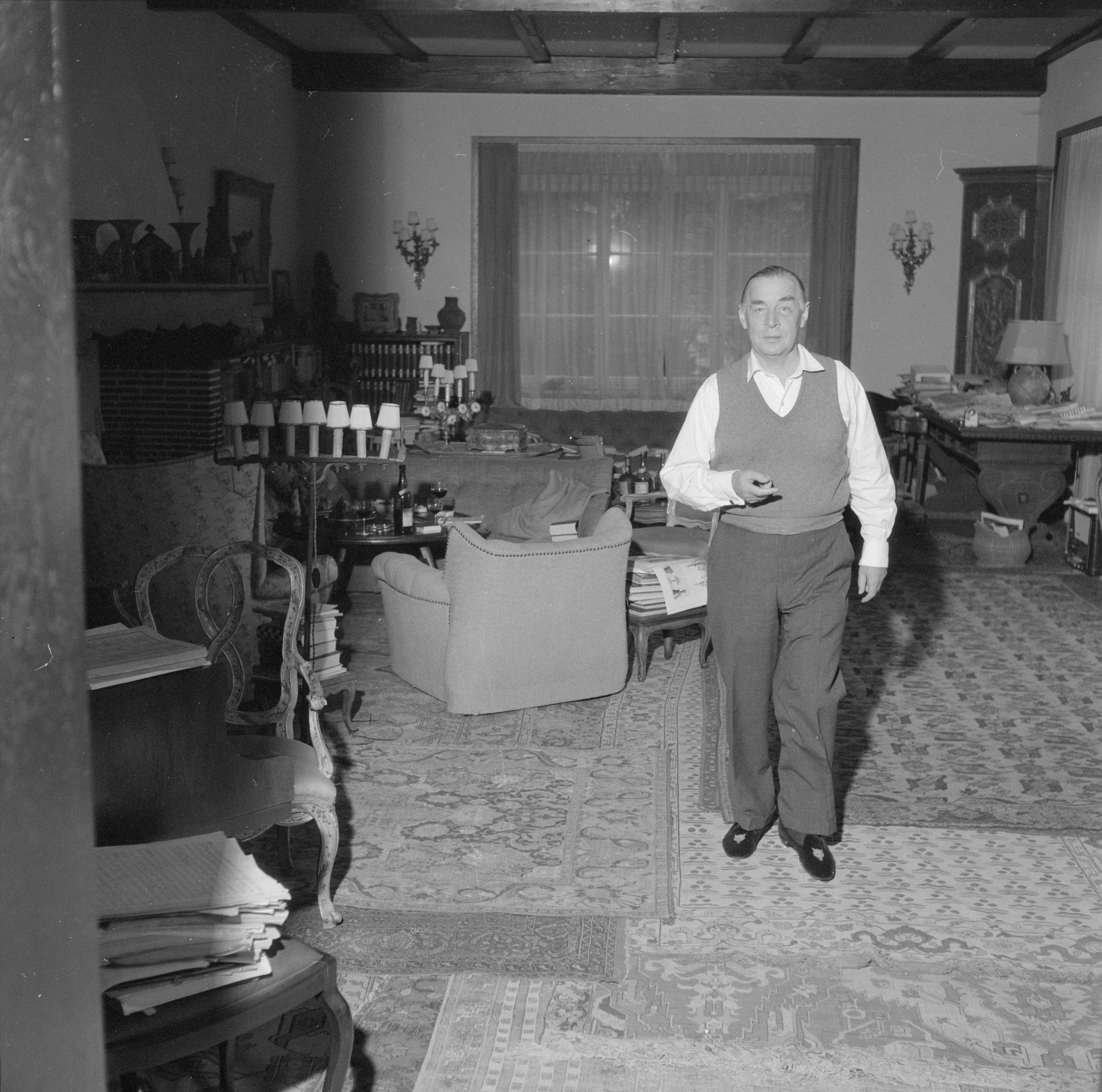
Erich Maria Remarque
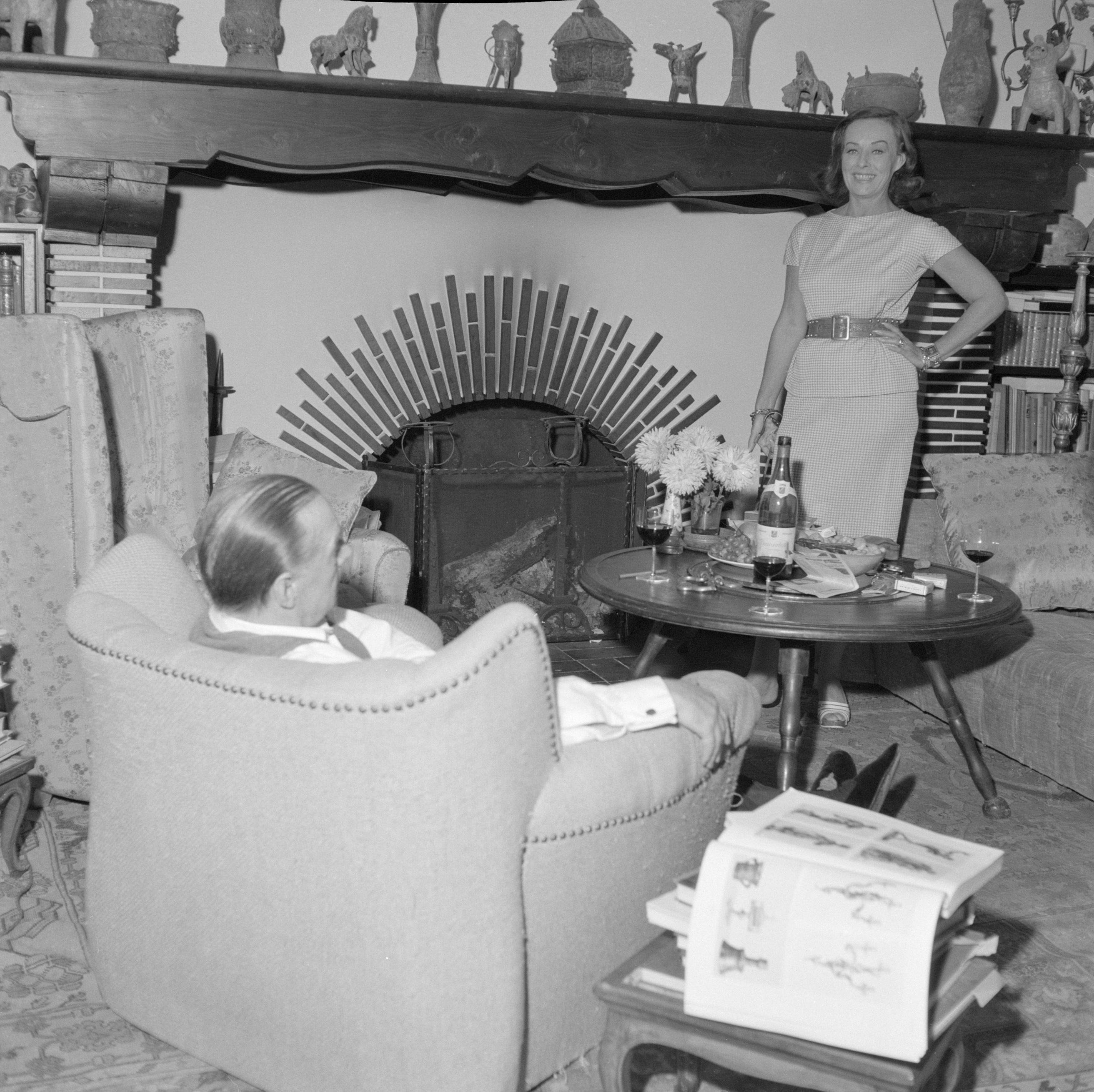
E.M. Remarque (assegut d'esquena) i Paulette Goddard (de cara)

### La vil·laCasa Monte Tabor
Erich Maria Remarque mor a la seva sumptuosa vil·la a la vora del llac Maggiore. A la mort de Paulette Goddard, la vil·la fou donada en herència a la Universitat de Nova York; aquesta, però, es negà a pagar els elevats drets d'herència, i la vil·la va ser subhastada el 1994 i, cinc anys més tard, Helen i Gerald Palmer la van adquirir.
Amb l'objectiu de transformar-la en un museu i una residència d'artistes centrada en la creativitat, la llibertat i la pau (segons els últims desitjos de Paulette Goddard), s'intenta recaptar una suma de 6 millions de francs suïssos (uns 7 millions dòlars) i es posa en marxa vers 2010 per comprar la propietat i desenvolupar-la. A principis del 2014, valorda ara en més de 7 millions de francs suïssos, la vila encara no s'ha venut.

## Obres

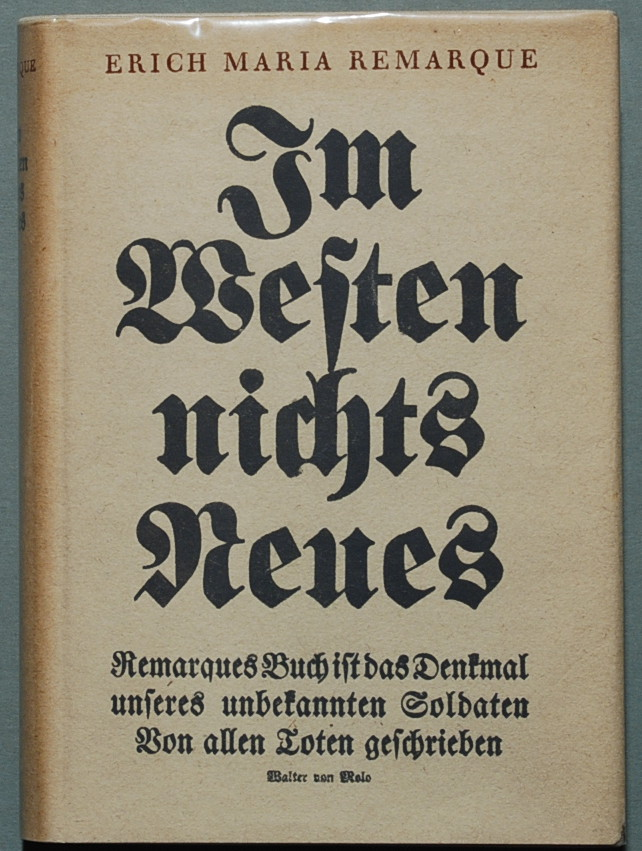
Primera edició (1929) de Res de nou a l'oest en alemany

Totes les obres d'Erich Maria Remarque estan profundament marcades per la seva vida i es poden considerar autobiografies novel·lades.
- 1920: Die Traumbude.
- 1929: Res de nou a l'oest (títol original: Im Westen nichts Neues).[8]
- 1931: Després (títol original: Der Weg zurück).
- 1937: Tres camarades (títol original: Die Kameraden).
- 1939: Liebe deinen Nächsten.
- 1946: Arc de Triomf.
- 1952: Der Funke Leben.
- 1954: Un temps per viure, un temps per morir (títol original: Zeit zu leben und Zeit zu sterben).
- 1956: Die schwarze Obelisk.
- 1961: Der Himmel kennt keine Günstlinge, OCLC 11265885.
- 1963: La nit de Lisboa (títol original: Die Nacht von Lissabon), OCLC 72372714.
- 1970: Das gelobte Land (obra inacabada).
- 1972: Schatten im Paradies (publicació pòstuma).

## Filmografia
- 1930: Res de nou a l'oest de Lewis Milestone. Guió de George Abbott (basat en la novel·la d'Erich Maria Remarque Im Westen nichts Neues).
- 1937: El camí de tornada de James Whale. Guió de Charles Kenyon, E. M. Remarque (basat en la seva novel·la Der Weg zurück) i R. C. Sherrif.
- 1938: Three Comrades de Frank Borzage. Guió de Francis Scott Fitzgerald, Edward E. Paramore Jr i E. M. Remarque (de la seva novel·la Drei Kameraden).
- 1941: So Ends Our Night de John Cromwell. Guió d'E. M. Remarque (basat en la seva novel·la Liebe deinen Nächsten) i Talbot Jennings.
- 1947: L'altre amor d'André De Toth. Guió de Beyond, Ladislaus Fodor i Harry Brown, basat en E. M. Remarque.
- 1948: Arch of Triumph de Lewis Milestone. Guió d’E. M. Remarque (basat en la seva novel·la homònima), Lewis Milestone i Harry Brown.
- 1955: Der Letzte Akt de Georg Wilhelm Pabst. Guió de Fritz Habeck, M. A. Mussano (basat en la seva novel·la Ten Days To Die) i E. M. Remarque.
- 1958: Un temps per estimar i un temps per morir (A Time to Love and a Time to Die, de Douglas Sirk. Guió d'Orin Jannings i E. M. Remarque (basat en la seva novel·la Zeit zu leben und Zeit zu sterben). E. M. Remarque hi apareix en el paper del professor Pohlman.
- 1977: Bobby Deerfield de Sydney Pollack. Guió d'E. M. Remarque (basat en la seva novel·la Der Himmel kennt keine Günstlinge) i Alvin Sergent.
- 1979: Res de nou al front de l'oest. Telefilm de Delbert Mann. Guió de Paul Monash i E. M. Remarque (basat en la seva novel·la).[9]
- 1984: Arch of Triumph. Telefilm de Waris Hussein; guió de Charles E. Israël i E. M. Remarque (basat en la seva novel·la).
- 2022: Res de nou a l'oest d'Eduard Berger. Guió de Lesley Paterson (basat en la novel·la d'Erich Maria Remarque Im Westen nichts Neues).[10]

## Premis i homenatges

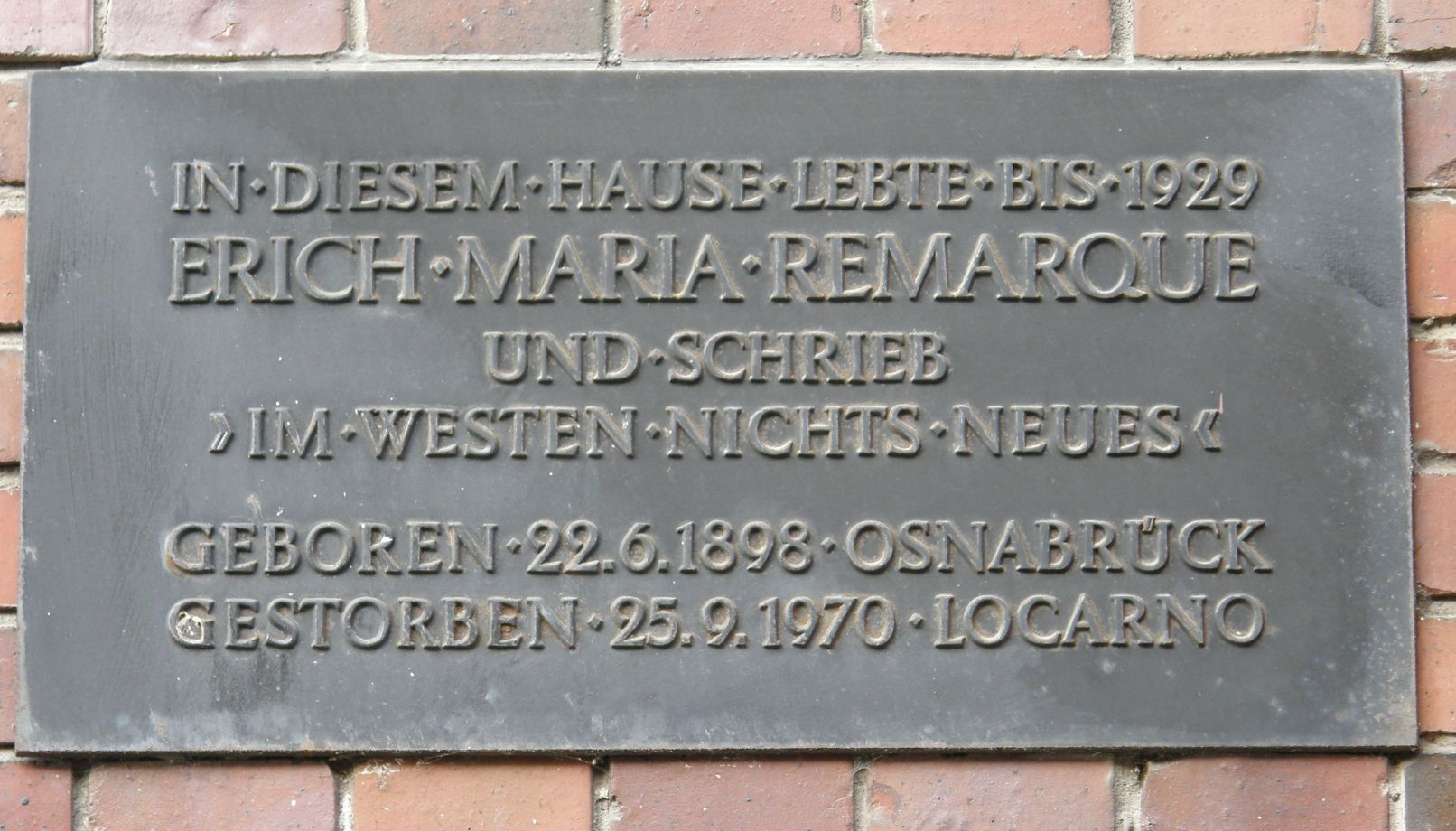
Placa commemorativa a la Wittelsbacherstraße, Berlín

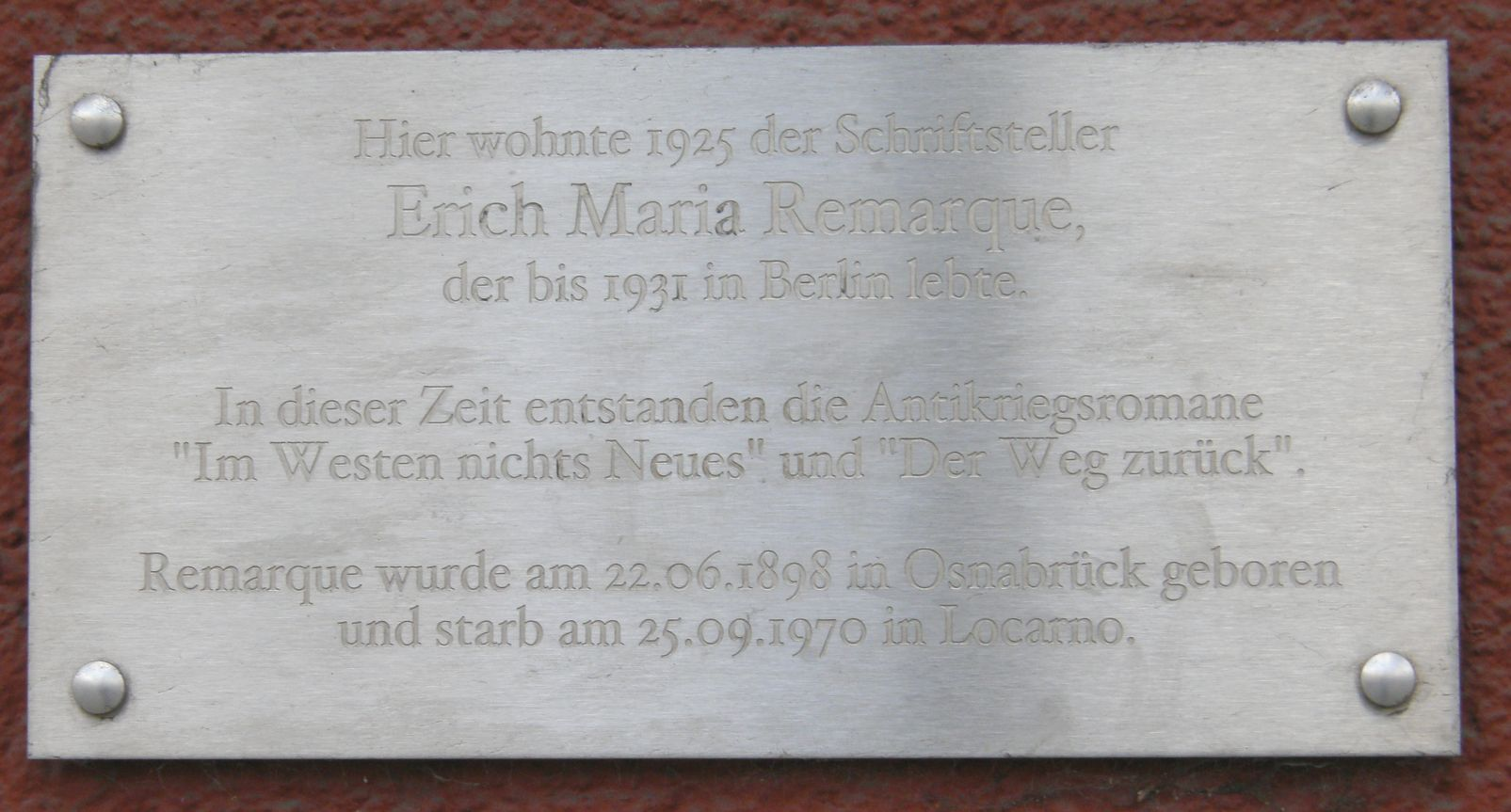
Placa commemorativa al Kaiserdamm, a Berlín.

- 1964: la medalla Justus-Möser de la ciutat d'Osnabrück se li atribueix per iniciativa del seu amic d'infància Hanns-Gerd Rabe.[11]
- 1967: se li atorga l'Orde al Mèrit de la República Federal Alemanya.
- 1968: és nomenat ciutadà honorari de la ciutat d'Ascona, prop de Porto Ronco, on viu, a la vora del llac Maggiore, a Suïssa.
- 1971: a Osnabrück, el Karlsring (Karl Boulevard) és rebatejat com a Erich-Maria-Remarque-Ring, després de la seva mort.
- 1995: l'historiador Tony Judt funda l'Institut Erich Maria Remarque[12] dins del Centre d'Estudis Europeus i Mediterranis de la Universitat de Nova York.[13]
- 1999: l'asteroide (10119) Remark rep el nom en el seu honor.
- 1972 i 1999: es col·loquen plaques commemoratives als seus antics domicilis a Berlín, al 114 de Kaiserdamm (el 1972) i al 5 de Wittelsbacherstraße (el 1999).[14]
- 2014-2015: amb motiu del centenari de l'inici de la Primera Guerra Mundial, el teatre d'Osnabrück inicia el «Projecte municipal Remarque»: en diferents llocs de la ciutat, el teatre s'apropa a la personalitat de l'escriptor. El «Projecte municipal Remarque» acompanya les produccions durant la temporada 2014-2015 amb lectures i visites guiades.[15]
- 2017: el centre de primera acollida d'emigrants d'Osnabrück «Natruper Holz» es canvia de nom per «casa Erich-Maria-Remark».[16]

- Un carrer porta el seu nom a la petita ciutat de Klein Berßen, on va ensenyar el maig de 1920.
- A Löhne (al Rin del Nord-Westfàlia) una plaça porta el seu nom, prop de l'estació. Löhne és un exemple d'estació de trànsit citada en Nothing New in the West.
- A Wietmarschen (ara inclòs com a suburbi de Lohne), un carrer porta el seu nom i, al pati de l'escola primària local, una placa commemorativa recorda la seva curta trajectòria docent a Lohne.